# Matvej Ivanovič Platov
Matvej Ivanovič hrabě Platov (8. srpnajul./ 19. srpna 1753greg. na Donu – 3. lednajul./ 15. ledna 1818greg. tamtéž) byl generál ruské armády a ataman donských kozáků.

## Život
Platov vstoupil do kozáckého sboru roku 1765 a již roku 1770 bojoval proti Turkům. V letech 1782 – 1783 sloužil pod Suvorovem na Kubáni a na Krymu. Roku 1790 se vyznamenal při slavném Suvorovově dobytí Izmajilu. Upadl do nemilosti cara Pavla I. a byl uvězněn v Petropavlovské pevnosti. Roku 1801 byl carem Alexandrem I. jmenován generálporučíkem a vrchním velitelem vojska donských kozáků. V této funkci dal popud k stavbě pevnosti Novočerkassk, kde umístil své vrchní velitelství a správu donského regionu. Účastnil se bojů III. a IV. koalice v letech 1805 – 1807. Významná byla jeho účast na bitvách u Jílového (Eylau 8. února 1807) a Friedlandu (14. června 1807). V tažení proti Turkům v roce 1809 měl velký podíl na vítězstvích u Rasevatu a Kalipetri. V roce 1812 velel 20 kozáckým plukům, 2 plukům jízdních myslivců a 2 jízdním bateriím, které tvořily nejprve zadní voj armádního sboru generála Bagrationa a později předvoj ruské armády. Již 8. července 1812 se utkal s polským sborem u Miru (Bělorusko - nerozhodná srážka). Bojoval i v bitvě u Borodina (7. září 1812). Matvej Platov byl pak 10. října 1812 povýšen do šlechtického stavu s titulem hrabě Platov. Při ústupu francouzské armády napadal a pronásledoval nepřítele až na hranice Ruska. V následujícím roce obsadil města Kwidzyn (tehdy Marienwerder), Tczew (Dirschau), Malbork (Marienburg), Elbląg (Elbing) a po bitvě u Lipska (16.-19. října 1813) pronásledoval nepřítele až k Rýnu. Následující rok pak se podílel na vítězství u Laonu (9. a 10. března 1814 – trojnásobná převaha spojenců), obsadil Nemours , Arcis-sur-Aube a nakonec Versailles. Spolu s ostatními spojenci pak vtáhl do Paříže. Platov byl vzdělaný, taktní a v armádě mimořádně oblíbený velitel: Všechny své podřízené znal jménem. Byl i autorem několika sbírek poesie. Současníky byl považován za příklad hrdiny. Stal se čestným doktorem university v Oxfordu a byl portrétován sirem Thomasem Lawrencem.